# キヴァリク地域
キヴァリク地域（キヴァリクちいき、英: Kivalliq、イヌクティトゥット語: ᑭᕙᓪᓕᖅ）は、カナダのヌナブト準州にある地方行政区の1つ。ハドソン湾の北西岸とサウサンプトン島、コーツ島から成る。首府はランキン・インレット。
1999年のヌナブト準州成立以前は、一部範囲が異なるがノースウエスト準州キーワティン地域であった。キヴァリク地域という名称は、1999年に公式名となった。旧地域名は国勢調査の区分としては引き続き使用されているが、ヌナブト準州の関連機関を中心として使用されなくなってきている。

## 人口
キヴァリク地域の人口は11,045人（2021年）。ヌナブト準州の国勢調査区分の3地域のうち人口は2番目、面積は最小。

## 行政区分
キヴァリク地域のコミュニティーには、7つのハムレットがある。
ハムレット
- アーヴィアト（Arviat、旧エスキモー・ポイント）
- ベーカー・レーク（Baker Lake、Qamani’tuaq）
- チェスタフィールド・インレット（Chesterfield Inlet、Igluligaarjuk）
- コーラル・ハーバー（Coral Harbour、Salliq）
- ランキン・インレット（Rankin Inlet、Kangiqtiniq）：首府
- リパルス・ベイ（Repulse Bay、Naujaat）
- ホエール・コーヴ（Whale Cove、Tikiraqjuaq）